# Aszaló megállóhely
Aszaló megállóhely egy Borsod-Abaúj-Zemplén vármegyei vasútállomás, Aszaló településen, a MÁV üzemeltetésében. Az ófalu északnyugati szélén helyezkedik el, közúti elérését a 3-as főútból kiágazó 37 301-es számú mellékút (Kossuth Lajos utca) biztosítja.

## Vasútvonalak
A megállóhelyet az alábbi vasútvonalak érintik:
- Felsőzsolca–Hidasnémeti-vasútvonal

## Kapcsolódó állomások
A megállóhelyhez az alábbi állomások vannak a legközelebb:
- Szikszó vasútállomás (Miskolc-Tiszai vasútállomás, Felsőzsolca–Hidasnémeti-vasútvonal)
- Halmaj vasútállomás (Hidasnémeti vasútállomás, Felsőzsolca–Hidasnémeti-vasútvonal)

## Forgalom
| Járat        | Útvonal | Gyakoriság |
| ------------ | --- | ---------- |
| személyvonat | Miskolc-Tiszai – Felsőzsolca – Onga – Szikszó-Vásártér – Szikszó – Aszaló – Halmaj – Csobád – Ináncs – Forró-Encs – Méra – Novajidrány – Hernádszurdok – Hidasnémeti | 2 óránként |